# Юда I Єрусалимський
Юда Єрусалимський, відомий як Юда Кіріак (ІІ століття) — правнук Юди, останній «єврейський» єпископ Єрусалиму, за Епіфанієм Саламінським і Євсевієм Кесарійським. Як правнука Юди, «брата» Ісуса, деякі автори також вважають його правнуком Ісуса. Згадується в апокрифічному Листі Якова до Квадратуса.

## Хронологія
За традицією, був 15-м єпископом Єрусалиму. Межі його єпископату невідомі. Але вважається, що він прожив  до дев'ятнадцятого року ери Адріана (136) за Євсевієм, або до одинадцятого ери Антоніна (149) за Єпіфанієм, тобто після повстання Бар-Кохби (132—136). Можливо, останні роки він не був єпископом, оскільки в 135 році митрополит Кесарії призначив єпископом Елії Капітолини Марка.